# یادگیری سازمانی

## تاریخچه و مقدمه
در زمانی نه چندان دور، سازمان‌ها در محیطی پایدار و باثبات به سر می‌بردند.به تدریج تغییرات مربوط به علم وفناوری، اقتصاد، فرهنگ و سیاست به سرعت سازمان‌ها را تحت تأثیر قرار داد.
اما امروزه مدیران ورهبران سازمان‌ها در یافته‌اند که به یادگیری، به عنوان پدیده‌ای ارزشمند بنگرند و برای موفقیت در ایجاد آینده‌ای بهتر، سازمانی را پرورش دهند که به خوبی و به‌طور اثر بخش و پایدار در پی فراگیری باشد و برای حفظ بقای خود با دگرگونی‌ها هماهنگ گردد.

## تعاریف واژه‌های مرتبط
- یادگیری که فرایندی مادام العمراست، تعاریف گوناگونی دارد.

از دیدگاه فردی، یادگیری، دسترسی به اطلاعات، درک آن و کسب مهارت‌هاست.
از دیدگاه سازمانی، یادگیری، بر به دست آوردن سنت‌ها، دیدگاهها، استراتژی‌ها و انتقال دادن دانش متمرکز است.
که البته در هر دو دیدگاه، یادگیری با ابداع، تشخیص، خلاقیت، کشف و تولید دانش جدید همراه است.
- سازمان:عبارت است از مجموعه‌ای ازمنابع که در یک چهار چوب تعریف شده وهماهنگ به دنبال دستیابی به یک سری اهداف خاص می‌باشد.
- سازمان یادگیرنده: سازمانی است که دارای توانائی ایجاد و کسب و انتقال دانش است و

رفتار خودش را طوری تعدیل می‌کند که منعکس‌کننده دانش ودیدگاه‌های جدید باشد.
سازمان یادگیرنده به گفته گاروین، عبارت است از مهارت و توانائی سازمان در ایجاد کسب و انتقال دانش واصلاح رفتارافراد برای انعکاس دانش وبینش جدید.
پیتر سنگه پنج مبنا رابرای سازمان یاد گیرنده در نظر گرفته که در شکل زیر خلاصه شده‌است:

## تعریف یادگیری سازمانی
یادگیری سازمانی تعاریف گوناگونی دارد.آرگریس و شون از یادگیری سازمانی به عنوان«کشف و اصلاح خطا»یاد می‌کنند.
یادگیری سازمانی، فعالیت بلند مدتی است که شرایط را به شرایط سودمند رقابتی تبدیل میسازد.

### یادگیری سازمانی
یادگیری، عامل کلیدی مورد نیاز سازمانی است که می‌خواهد در دنیای جدید اقتصادی پا بر جا بماند.
پیتر سنگه معتقد است که تنها منبع مزیت رقابتی پایداردر بلند مدت برای سازمان‌ها، یادگیری سریعتر نسبت به رقبا است و چنانچه سازمان به این امر نائل گردد، از سایرسازمان‌های رقیب اثر بخش تر و کاراتر خواهد شد.
یادگیری ازدیدگاه سازمانی زمانی اتفاق می‌افتد که اطلاعات، جمع‌آوری و به منظور تولید وگسترش حقایق جدید، تجزیه و تحلیل شوند، دیدگاه جدیدی را خلق کرده و آن را از طریق ارتباط، تدریس وگفتگو وتعامل به تمام سطوح سازمانی منتقل کند.
و به عبارتی، یادگیری سازمانی به چگونگی وقوع یادگیری یا عنصر دانش در یک سازمان می‌پردازد.
نظریه یادگیری سازمانی از جمله رهیافتهای سیستمی و اقتضایی به مدیریت محسوب می‌گردد و  سازمان را به مثابه یک "سیستم باز صاحب اندیشه و زنده" در نظر می‌گیرد. با تأکید بر این نکته که سازمان‌ها نیز مانند ذهن انسان‌ها برای تطبیق با شرایط محیطی متحول، متکی به دریافت بازخورند؛ سازمان‌ها درست مانند حیوانات باهوش تر و انسان‌ها از تجربه درس می‌گیرند و درگیر فراگردهای ذهنی پیچیده‌ای مانند "پیش بینی، شناسایی، تعریف، طراحی و حل مسئله" می‌شوند. دو نفر از نظریه پردازان سازمان بر این باورند که "در بسیاری از سازمان‌ها، برخی از حالات یادگیری سازمانی، به‌طور منظم ایجاد می‌شوند"؛ نظیر سه فراگرد متداول یادگیری سازمانی که عبارتند از: فعالیت‌های بهبود و توسعه منابع انسانی؛ فعالیت‌های برنامه‌ریزی راهبردی؛ و به‌کارگیری و تسلط بر فناوری‌های جدید در سازمان. به هر حال، سازمان‌ها معمولاً  همه استعداد و توان یادگیری خود را به کار نمی‌گیرند. حاصل یادگیری سازمان، پیش از حاصل یادگیری انفرادی مجموعه اجزای آن است؛ یعنی حاصل یادگیری کل سازمان، از جمع یادگیری‌های انفرادی و مجزای بخش‌های تشکیل دهنده آن بیشتر است. یادگیری‌های منفرد حاصل از آموزش و توسعه مهارت‌های نیروی انسانی، فراهم آوردن پایگاه‌های علمی، و آشنایی با نظریه‌ها و چهرچوب‌های جدید، فقط هنگامی به یادگیری سازمانی منجر می‌شود که بر اقدام‌های مدیریتی، خط مشی‌ها و راهبردهای طراحی سازمانی اثر بگذارد(رضائیان،۱۳۸۰).